# Palmer-Streifenhörnchen
Das Palmer-Streifenhörnchen (Tamias palmeri, Syn.: Neotamias palmeri) ist eine Hörnchenart aus der Gattung der Streifenhörnchen (Tamias). Es kommt isoliert in den Höhenlagen der Spring Mountains im Süden des amerikanischen Bundesstaates Nevada nahe der Stadt Las Vegas vor. In den tieferen Gebirgslagen konkurriert die Art vor allem mit dem etwas kleineren Panamint-Streifenhörnchen (Tamias panamintinus) um Lebensräume, das vor allem in den trockeneren Bereichen konkurrenzstärker ist; durch die Klimaerwärmung und die damit verbundene Ausbreitung trockenangepasster Vegetation in höhere Bereiche, wird der Lebensraum des Palmer-Streifenhörnchens zudem weiter eingeschränkt. Es wird von der International Union for Conservation of Nature and Natural Resources (IUCN) aufgrund des begrenzten Verbreitungsgebietes als „bedroht“ (Endangered, EN) eingestuft.

## Merkmale
Das Palmer-Streifenhörnchen erreicht eine durchschnittliche Kopf-Rumpf-Länge von etwa 12,5 Zentimetern, die Schwanzlänge beträgt etwa 8,0 bis 10,0 Zentimeter und das Gewicht etwa 50 bis 60 Gramm. Ein Sexualdimorphismus in der Größe und in der Färbung ist nicht vorhanden, Männchen und Weibchen unterscheiden sich entsprechend äußerlich nicht. Die Rückenfarbe ist Braun bis Dunkelbraun mit gelblich-brauner Einfärbung, die Schultern Grau und der Bauch ist blasser gefärbt. Wie bei anderen Arten der Gattung ist das Fell braun und auf dem Rücken befinden sich mehrere dunkle rot- bis schwarzbraune Rückenstreifen, die durch hellere Streifen getrennt und gegenüber den Körperseiten abgegrenzt sind. Das Genom besteht aus einem diploiden Chromosomensatz von 2n=38 Chromosomen.
| 1 | · | 0 | · | 2 | · | 3 | = 22 |
| 1 | · | 0 | · | 1 | · | 3 | = 22 |

Der Schädel der Tiere hat eine Gesamtlänge von 34,9 bis 36,5, durchschnittlich 35,9 Millimetern, im Bereich der Jochbögen beträgt die Breite 19,1 bis 19,9, durchschnittlich 19,6 Millimeter. Die Tiere besitzen wie alle Streifenhörnchen der Untergattung Neotamias im Oberkiefer und im Unterkiefer pro Hälfte einen zu einem Nagezahn ausgebildeten Schneidezahn (Incisivus), dem eine Zahnlücke (Diastema) folgt. Hierauf folgen im Oberkiefer je zwei Prämolaren und im Unterkiefer je ein Prämolar sowie drei Molaren.
Im Vergleich zum sympatrisch vorkommenden Panamint-Streifenhörnchen (Tamias panamintinus) ist es etwas größer und unterscheidet sich von diesem durch grauere Schultern, kräftiger gefärbte schwarze und weiße Rückenstreifen und eine mehr lohfarben-gelbliche Einfärbung sowie eine blassere Schwanzunterseite. Der Hirnschädel ist zudem schmaler und weniger abgeflacht, die oberen Schneidezähne und Mahlzähne sind größer und die Jochbögen verlaufen mehr parallel. Gegenüber dem nahe verwandten Uinta-Streifenhörnchens (Tamias umbrinus), mit dem sich das Verbreitungsgebiet durch die Isolierung nicht überschneidet, hat das Palmer-Streifenhörnchen mehr bräunliche bzw. rotbraune Rückenstreifen, eine stärkere lohfarbene Einfärbung der Schwanzunterseite sowie einen kürzeren Schnauzenbereich und kürzere Schneidezähne. Beide besitzen das gleiche Genom, bei der Form des Penisknochens gibt es leichte Unterschiede.

## Verbreitung

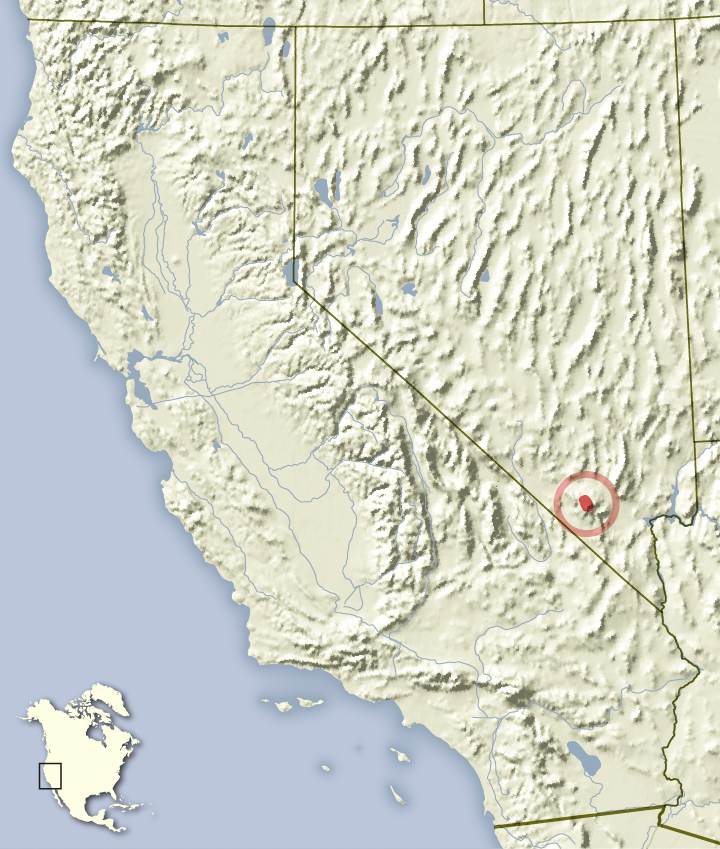
Verbreitungsgebiet des Palmer-Streifenhörnchens

Das Palmer-Streifenhörnchen kommt isoliert und endemisch nur in den Spring Mountains im Clark County im Bereich von Las Vegas im Süden des amerikanischen Bundesstaates Nevada vor, die von Wüstengebieten umgeben sind.

## Lebensweise
Palmer-Streifenhörnchen leben nur in den Höhenlagen von etwa 2100 Metern bis zur Baumgrenze in einer Höhe von etwa 3600 Metern, wobei die höchsten Bestandsdichten in 2400 bis 2550 Metern vorkommen. Die Habitate sind in der Regel durch Felsspalten, felsige und steinige Flächen, Höhlen und Totholz geprägt. Die Vegetation kann unterschiedlich sein und besteht aus Mischbeständen der Grannen-Kiefer (Pinus aristata), der Einblättrigen Kiefer (Pinus monophylla), der Langlebigen Kiefer (Pinus longaeva) und der Utah-Wacholders (Juniperus osteosperma), der Kolorado-Tanne (Abies concolor) und der Gelb-Kiefer (Pinus ponderosa) sowie Cercocarpus ledifolius und Arctostaphylos pungens.
Die Art ist tagaktiv und primär bodenlebend, kann jedoch auch in Bäume und Gebüsche klettern. Die Tiere ernähren sich vor allem herbivor von Samen und Früchten, den Hauptbestandteil der Nahrung stellen die Samen den Nadelbäume dar. Hinzu kommen Rinden, Flechten, Pilze, andere Pflanzenteile sowie Insekten als ergänzende Nahrung. Wie andere Hörnchen sind sie wichtige Verbreitungsfaktoren für die Samen der Baumarten, von denen sie sich ernähren. Die Männchen sind territorialer und phasenweiser aggressiver gegenüber Artgenossen als die Weibchen. Die Kommunikation der Tiere erfolgt über bellende „chips“ und „chucks“ sowie heulende Töne. Bei den am häufigsten vorkommenden „chips“ werden 5 bis 17 Rufe pro 5 Sekunden ausgestoßen, wobei die Weibchen höhere Frequenzen erreichen als die Männchen.
Über die Fortpflanzung liegen nur wenige Daten vor. Man geht davon aus, dass die Fortpflanzungszeit von April bis Mai liegt und die Jungtiere vom späten Mai bis Juni geboren werden, die Tragzeit beträgt wahrscheinlich mehr als 33 Tage. Die Würfe bestehen aus durchschnittlich vier Jungtieren, allerdings wurden auch Weibchen mit bis zu sieben Embryonen gefangen.
Oberhalb von 2500 Metern ist das Palmer-Streifenhörnchen die am häufigsten vorkommende tagaktive Säugetierart. Es lebt sympatrisch mit dem Panamint-Streifenhörnchen (Tamias panamintinus), das allerdings in der Regel in geringeren Höhenlagen unter 2500 Metern vorkommt. In Gebieten, in denen beide Arten leben, verdrängt das konkurrenzstärkere Palmer-Streifenhörnchen das Panamint-Streifenhörnchen aus für beide nutzbaren Mischwaldhabitaten in felsige und trockenere Randgebiete, die nur von diesem genutzt werden können. Weitere Hörnchenarten, mit denen das Verbreitungsgebiet des Palmer-Streifenhörnchens überlappt, sind der Goldmantelziesel (Callospermophilus lateralis) in den tieferen Lagen und der Felsenziesel (Otospermophilus variegatus) in den felsigen Bereichen. Als Prädatoren kommen verschiedene Raubtiere und Greifvögel in Frage, darunter das Langschwanzwiesel (Mustela frenata) und der Rotschwanzbussard (Buteo jamaicensis). Als Parasiten sind der Kratzwurm Moniliformis moniliformis, die Fadenwürmer Heteroxynema cucullatum, Pterygodermatites coloradensis und Sypahcia eutamii sowie der Floh Monopsyllus eumolpi dokumentiert.

## Systematik
Das Palmer-Streifenhörnchen wird als eigenständige Art innerhalb der Gattung der Streifenhörnchen (Tamias) eingeordnet, die aus 25 Arten besteht. Die wissenschaftliche Erstbeschreibung stammt von dem amerikanischen Naturforscher Clinton Hart Merriam aus dem Jahr 1897, der es als Eutamias palmeri anhand eines Individuums vom Mount Charleston im Clark County, Nevada, aus einer Höhe von 2450 Metern beschrieb. Benannt wurde die Art nach Theodore Sherman Palmer, der den Typus bei einer gemeinsam mit Edward William Nelson durchgeführten Expedition auf dem Mount Charleston sammelte und Merriam übergab.
Innerhalb der Streifenhörnchen wird das Palmer-Streifenhörnchen gemeinsam mit den meisten anderen Arten der Untergattung Neotamias zugeordnet, die auch als eigenständige Gattung diskutiert wird. Es wird zudem der Tamias-dorsalis-Gruppe zugeordnet und teilweise als Unterart des Uinta-Streifenhörnchens (Tamias umbrinus) betrachtet. Diese Ansicht wird sowohl durch morphologische wie auch durch molekularbiologische Untersuchungen durch die genetische Nähe zum Uinta-Streifenhörnchen und dem Fehlen bzw. der nur geringen Ausprägung morphologischer Unterschiede unter anderem bei der Betrachtung des Penisknochens (Baccullum) und des Klitorisknochens (Baubellum) unterstützt. Neben der Nominatform werden keine weiteren Unterarten unterschieden.

## Status, Bedrohung und Schutz
Das Palmer-Streifenhörnchen wird von der International Union for Conservation of Nature and Natural Resources (IUCN) als „bedroht“ (Endangered, EN) eingestuft. Begründet wird dies durch das begrenzte Verbreitungsgebiete von weniger als 5.000 km2, wo die Art auf eine Bergkette und vor allem einen Berg und die notwendigen Wasserressourcen eingegrenzt ist. Die Art ist aufgrund des begrenzten Verbreitungsgebietes Teil des Clark County Multi Species habitat Conservation Plan und des Nevada Natural Heritage Program, sie wird im Staat Nevada als gefährdet (Threatened) betrachtet. Als bestandsgefährdende Risiken werden Lebensraumveränderung durch die zunehmende Besiedlung rund um Las Vegas, den Holzeinschlag sowie die Zunahme an Hauskatzen und Haushunden im Verbreitungsgebiet der Art betrachtet. Hinzu kommt die Zunahme von Feuern, die vor allem auf die stärkere Freizeitnutzung der Region und die Erwärmung des Klimas zurückgeführt werden; in einem Feuer im Jahr 2013 wurden beispielsweise 11.300 Hektar Waldgebiete in den Spring Mountains zerstört. Ebenfalls durch die Klimaerwärmung zunehmend ist die Verbreitung wärmeliebender und trockenresistenterer Baumarten in Teilen der Lebensräume, die eine Verdrängung der Palmer-Streifenhörnchen durch das in diesen Habitaten besser angepasste Panamint-Streifenhörnchen unterstützen.

## Belege
1. 1 2 3 4 5 6 7 8 9 10 11  
Richard W. Thorington Jr., John L. Koprowski, Michael A. Steele: Squirrels of the World. Johns Hopkins University Press, Baltimore MD 2012, ISBN 978-1-4214-0469-1, S. 330–331.
2. 1 2  
J. L. Koprowski, E. A. Goldstein, K. R. Bennett, C. Pereira Mendes: Palmer's Chipmunk. In: Don E. Wilson, T. E. Lacher, Jr., Russell A. Mittermeier (Herausgeber): Handbook of the Mammals of the World. Band 6: Lagomorphs and Rodents 1. Lynx Edicions, Barcelona 2016, ISBN 978-84-941892-3-4, S. 792–793.
3. 1 2 3 4  
Troy L. Best: Tamias palmeri. (= Mammalian Species. Nr. 443), 1993.
4. 1 2 3 4  
Neotamias palmeri in der Roten Liste gefährdeter Arten der IUCN 2015.4. Eingestellt von: C. Lowrey, A.V. Linzey, NatureServe (G. Hammerson), 2008. Abgerufen am 17. Juni 2016.
5. 1 2 3 4 5 6 7  
Christopher Lowrey, Kathleen Longshore, Brett Riddle, Stacy Mantooth: Ecology, distribution, and predictive occurrence modeling of Palmer’s chipmunk (Tamias palmeri): a high-elevation small mammal endemic to the Spring Mountains in southern Nevada, USA. In: Journal of Mammalogy. Band 97, Nr. 4, 10. März 2016, S. 1033–1043, doi:10.1093/jmammal/gyw026.
6. ↑  
Christopher Lowrey, Kathleen Longshore: Habitat Interaction Between Two Species of Chipmunk in the Basin and Range Province of Nevada. In: Western North American Naturalist. Band 73, Nr. 2, 2013, S. 129–136, doi:10.3398/064.073.0202.
7. ↑  
Christopher Lowrey, Kathleen Longshore: Palmers Chipmunk (Tamias palmeri). Ecology and Monitoring Protocols in the Spring Mountains National Recreation Area, Nevada. Studie für den Clark County Multiple Species Habitat Conservation Plan, United States Geological Survey 2005 (Draft), S. 4–5, abgerufen am 18. Oktober 2016.
8. 1 2  
Tamias (Neotamias) palmeri In: Don E. Wilson, DeeAnn M. Reeder (Hrsg.): Mammal Species of the World. A taxonomic and geographic Reference. 2 Bände. 3. Auflage. Johns Hopkins University Press, Baltimore MD 2005, ISBN 0-8018-8221-4.
9. 1 2  
Clinton Hart Merriam: Notes on the chipmunks of the genus Eutamias occurring west to the east base of the Cascade-Sierra system, with descriptions of new forms. In: Proceedings of the biological society of Washington. Band 11, 1897, S. 189–212 (Erstbeschreibung des Eutamias palmeri auf S. 208–210 Digitalisat).
10. ↑  
Bo Beolens, Michael Grayson, Michael Watkins: The Eponym Dictionary of Mammals. Johns Hopkins University Press, 2009, ISBN 978-0-8018-9304-9, S. 305–306.
11. ↑  
Bruce D. Patterson, Ryan W. Norris: Towards a uniform nomenclature for ground squirrels: the status of the Holarctic chipmunks. In: Mammalia. Band 80, Nr. 3, Mai 2016, S. 241–251, doi:10.1515/mammalia-2015-0004.
12. ↑  
Jenner L. Banbury, Greg S. Spicer: Molecular Systematics of Chipmunks (Neotamias) Inferred by Mitochondrial Control Region Sequences. In: Journal of Mammalian Evolution. Band 14, Nr. 3, 2007, S. 149–162, doi:10.1007/s10914-006-9035-1.
13. ↑  
Antoinette J. Piaggio, Greg S. Spicer: Molecular Phylogeny of the Chipmunk Genus Tamias Based on the Mitochondrial Cytochrome Oxidase Subunit II Gene. In: Journal of Mammalian Evolution. Band 7, Nr. 3, 2000, S. 147–166, doi:10.1023/A:1009484302799.